# Stara Wieś (Racibórz)

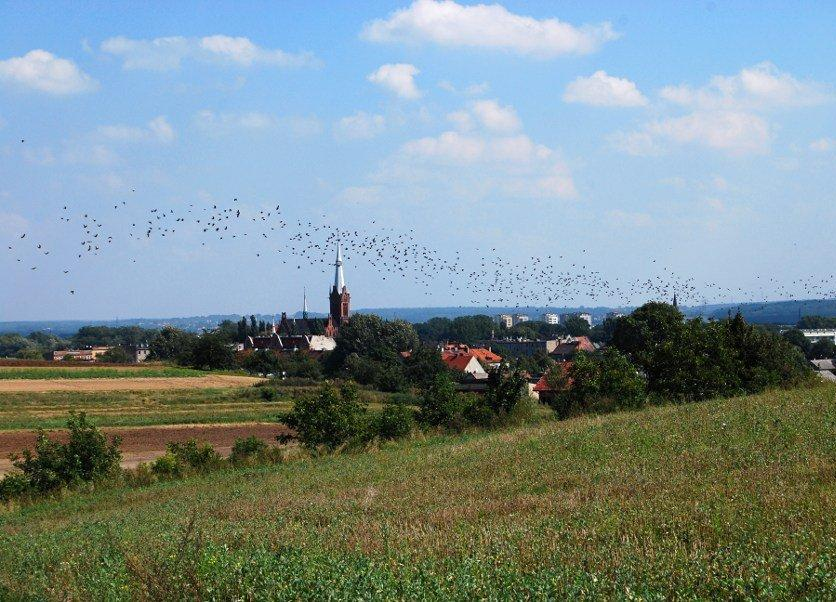
Ortsansicht

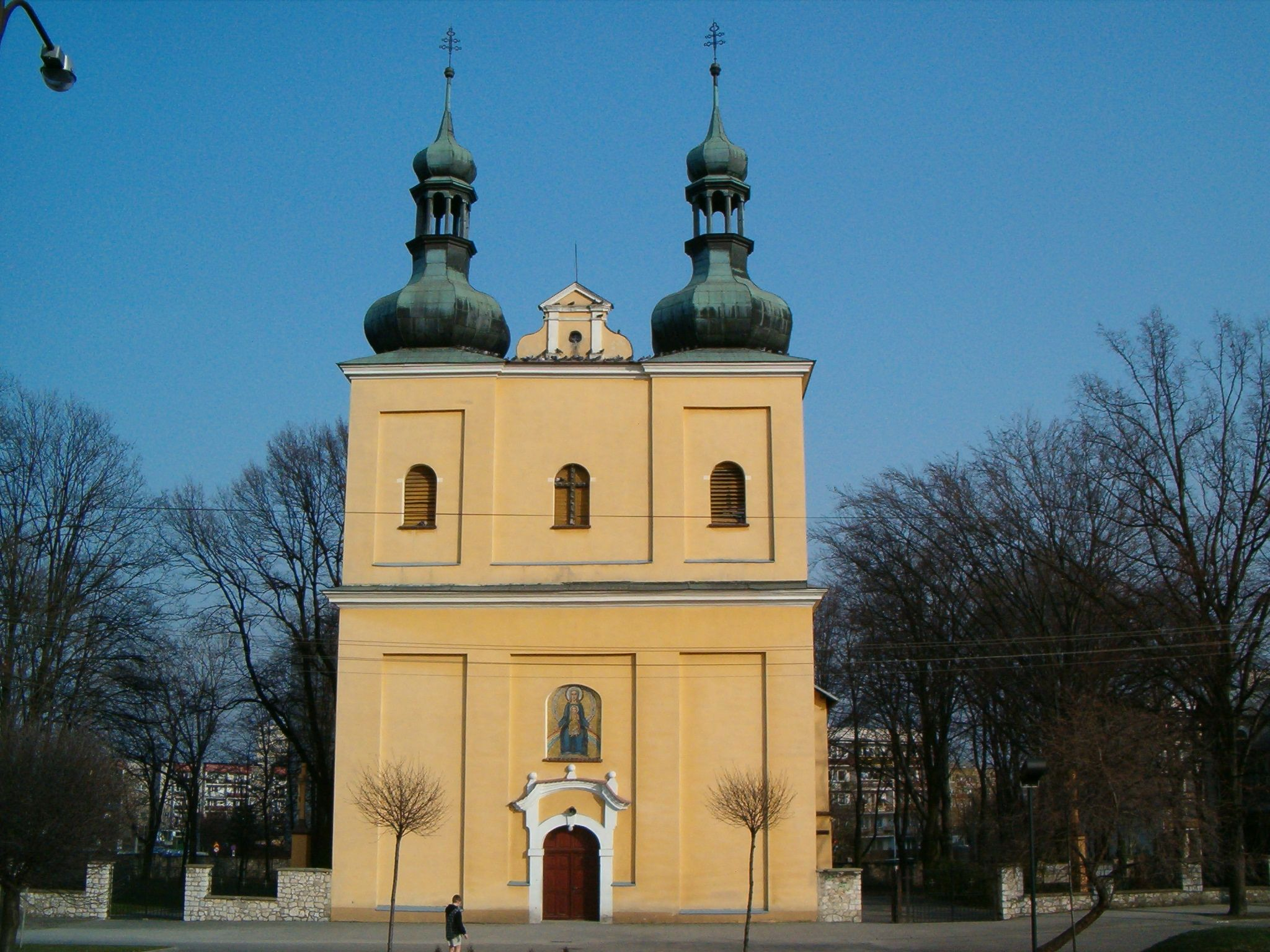
Gnadenkirche der Mutter Gottes

Stara Wieś (deutsch: Altendorf) ist ein Stadtteil der Stadt Racibórz (Ratibor) im Powiat Raciborski der Woiwodschaft Schlesien in Polen. Stara Wieś liegt im Westen von Racibórz.

## Geschichte
In Urkunden vom 8. Dezember 1358 wird Peter Gotfridi als Pfarrer der St.-Nikolaus-Kirche in der Vorstadt von Ratibor („ante fores Civitatis Rathovoriensis“) erwähnt. Mit der Vorstadt ist Altendorf gemeint, das zum Herzogtum Ratibor gehörte.
Nach dem Ersten Schlesischen Krieg 1742 kam der Ort mit dem Großteil Schlesiens an Preußen. Der Ort wurde 1784 im Buch Beytrage zur Beschreibung von Schlesien als Altendorf erwähnt und lag im Kreis Ratibor. Damals gehörte einem Herrn von Wilczek hatte zwei Vorwerke, eine katholische Kirche, eine Schule, 33 Bauern, 16 Gärtner, 15 Häusler und 299 Einwohner.
Altendorf stand unter der Lehnsherrschaft des Ratiborer Heilig-Geist-Klosters und wurde 1812 mit der fürstlichen Schlossherrschaft vereinigt. 1865 hatte die Gemeinde 16 Bauern, 17 Halbbauern, sieben Gärtner, 169 Häusler, zwei Windmühlen, vier Ziegeleien, zwei Kirchen und eine Schule.
Am 1. Juli 1902 wurde der Altendorf in die Stadt Ratibor eingemeindet und gehörte bis 1945 zum Stadtkreis Ratibor.
1945 kam der bis dahin deutsche Ort unter polnische Verwaltung, wurde in Stara Wieś umbenannt und der Woiwodschaft Schlesien angeschlossen. 1950 wurde er in die Woiwodschaft Oppeln und 1975 in die Woiwodschaft Kattowitz eingegliedert. 1999 kam der Ort zum wiedergegründeten Powiat Raciborski und zur neu gebildeten Woiwodschaft Schlesien.

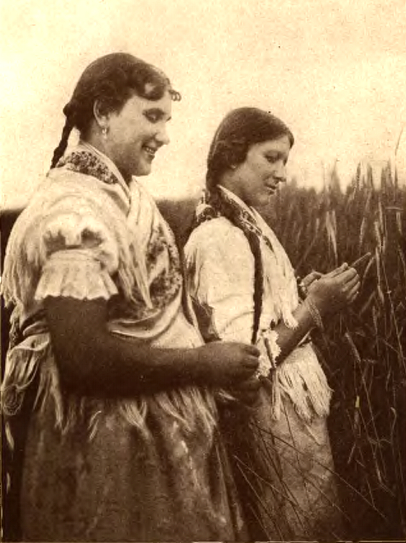
Frauen in Tracht, 1920er Jahre
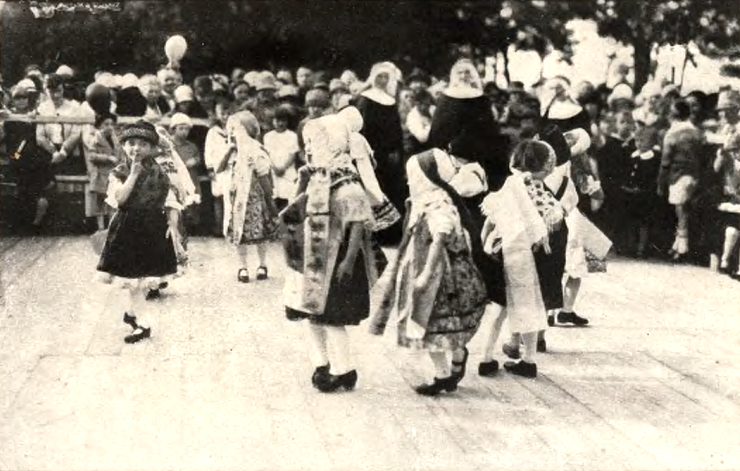
Kinder in Altendorfer Tracht 1931

## Sehenswürdigkeiten und Bauwerke
- Gnadenkirche der Mutter Gottes im barocken Stil mit Marienbild.[4]
- Neugotische St.-Nikolaus-Kirche, erbaut in den Jahren 1901/1902 nach Entwurf des Architekten Ludwig Schneider.[5]
- Skulptur des böhmischen Landesheiligen Johannes Nepomuk aus dem 18. Jahrhundert.
- Friedhof an der Ulica Głubczycka.
- Friedhof an der Ulica Kozielska.
- Wasserturm aus den Jahren 1933 bis 1937.
- Denkmal des Friedens.